# Nagrada Hinka Smrekarja
Nagrada Hinka Smrekarja je najvišje slovensko priznanje na področju ilustracije, ki jo podeljujejo Zveza društev slovenskih likovnih umetnikov v okviru slovenskega bienala ilustracije ob robu slovenskega knjižnega sejma od leta 1993.

## Prejemniki nagrad
| Leto    | bienale                           | nagrada za življenjsko delo     | nagrada Hinka Smrekarja | priznanje Hinka Smrekarja                    | pohvala žirije                                                           | plaketa Hinka Smrekarja         | sklici |
| ------- | --------------------------------- | ------------------------------- | ----------------------- | -------------------------------------------- | ------------------------------------------------------------------------ | ------------------------------- | ------ |
| 1993    |                                   | /                               | Marija Lucija Stupica   |                                              |                                                                          |                                 |        |
| 1995    |                                   | /                               | Marija Lucija Stupica   |                                              |                                                                          |                                 |        |
| 1997    |                                   | Marlenka Stupica                | Dušan Muc               |                                              |                                                                          |                                 |        |
| 2000    |                                   | Ančka Gošnik Godec              | Rudi Skočir             |                                              |                                                                          |                                 |        |
| 2002    |                                   | Jelka Šubert Reichman           | Zvonko Čoh              |                                              |                                                                          |                                 |        |
| 2004    |                                   | Marija Vogelnik Milan Bizovičar | Jelka Godec Schmidt     |                                              |                                                                          |                                 |        |
| 2006    |                                   | Marjanca Jemec Božič            | Alenka Sottler          |                                              |                                                                          |                                 |        |
| 2008    | 8. Slovenski bienale ilustracije  | Štefan Planinc                  | Kostja Gatnik           | Aleksander Brezlan Matej Stupica             | /                                                                        | Alenka Sottler Žarko Vrezec     |        |
| 2010    | 9. Slovenski bienale ilustracije  | Melita Vovk Štih                | Danijel Demšar          | Marjan Manček Damijan Stepančič              | Nina Mrđenović Jure Engelsberger Ana Zavadlav Žarko Vrezec Andrej Štular | Alenka Sottler Zvonko Čoh       |        |
| 2012    | 10. Slovenski bienale ilustracije | Kamila Volčanšek                | Peter Škerl             | Maja Kastelic Vladimir Leben                 | Ana Baraga skupina Kaverljag                                             | Damijan Stepančič Petra Prezelj |        |
| 2014    | 11. Slovenski bienale ilustracije | Jože Ciuha                      | Hana Stupica            | Ana Zavadlav Ana Maraž                       | /                                                                        | Matija Medved Maja Kastelic     |        |
| 2016    | 12. Slovenski bienale ilustracije | Marjan Manček                   | Damijan Stepančič       | Matej Stupica Andreja Peklar                 | Sanja Zamuda Ana Zavadlav Marija Prelog                                  | Tina Dobrajc Suzi Bricelj       |        |
| 2019    | 13. Slovenski bienale ilustracije | Kostja Gatnik                   | Milan Erič              | Jure Engelsberger Bojana Dimitrovski         | Anka Kočevar Samira Kentrić Maja Poljanc                                 | Hana Stupica David Krančan      |        |
| 2021    | 14. Slovenski bienale ilustracije | Danijel Demšar                  | Lila Prap               | Mojca Cerjak Matija Medved Lidija Plestenjak | Tamara Rimele                                                            | Ana Zavadlav Peter Škerl        | [ 1 ]  |
| 2024/25 | 15. Slovenski bienale ilustracije | Tomaž Kržišnik *                | Ana Zavadlav            | Maša P. Žmitek Eva Mlinar                    |                                                                          | Damijan Stepančič Tina Volarič  | [ 1 ]  |

* prejel posmrtno